# Observator cultural
Observator cultural este o „revistă de informație și analiză culturală” care apare în București.
A fost lansat la data de 29 februarie 2000, și apare în format de 32 pagini, în format A3.
În prima ei serie, publicația era condusă, până în 2004, de criticul Ion Bogdan Lefter, iar în prezent este condusă de Carmen Mușat Matei. În anul 2007, revista a lansat „Premiile Observatorul Cultural”, la împlinirea a șapte ani de la înființarea revistei și la doi ani de la relansarea într-o nouă formulă editorială și grafică a publicației. Premiile sunt o recunoaștere a celor mai importante realizări ale anului precedent în domeniul literaturii, al criticii și teoriei literare, dar și o modalitate de stabilire a unor repere.

## Profilul
Revista are o structură flexibilă, propunându-și să ofere publicului românesc informații și comentarii despre evenimentele la zi din cultura română, fără să ignore ceea ce se întîmplă în spațiul internațional. În martie 2005, revista a fost relansată, într-o nouă formulă grafică și redacțională (Carmen Mușat redactor-șef, Ovidiu Șimonca redactor-șef adjunct). În 2006 și 2009, a primit premiul Radio România Cultural pentru cea mai bună revistă culturală.
Tot în 2006 a fost nominalizată și la Premiile Cuvântul, la aceeași categorie. Aceeași nominalizare a primit-o și în 2007, la premiile Radio România Cultural. 
Din ianuarie 2007, în revistă publică regulat Michel Crépu (scriitor francez, redactor șef al revistei Revue de deux mondes), Jean Harris (scriitoare și publicistă americană, traducător din română în engleză) și Richard Wagner (scriitor german, originar din România). La începutul lunii martie 2007, revista a instituit Premiile „Observator cultural” pentru literatură.